# Mood Muzik 3: The Album
Albums de Joe Budden
Mood Muzik 3: For Better or for Worse
(2007) Halfway House
(2008)
Singles
1. Star Inside of Me
Sortie : 2007

Mood Muzik 3: The Album est un album indépendant de Joe Budden, sorti le 26 février 2008. Il s'agit de la version « album » de la mixtape Mood Muzik 3: For Better or for Worse.
L'album s'est classé 88e au Top R&B/Hip-Hop Albums.

## Liste des titres
| No  | Titre                                                    | Contient un (des) sample(s) de                                                                      | Durée |
| --- | -------------------------------------------------------- | --------------------------------------------------------------------------------------------------- | ----- |
| 1.  | Dear Diary                                               | | 5:08  |
| 2.  | Hiatus                                                   | | 5:41  |
| 3.  | Family Reunion (featuring Hitchcock, Ransom et Fabolous) | | 6:50  |
| 4.  | Get No Younger (featuring E-Zo)                          | Out There de Willie Hutch                                                                           | 3:30  |
| 5.  | Un4Given                                                 | The Unforgiven de Metallica                                                                         | 5:22  |
| 6.  | All of Me (featuring Emanny)                             | Mother's Theme (Mama) de Willie Hutch                                                               | 7:57  |
| 7.  | Long Way to Go (featuring Mr. Probz)                     | | 4:36  |
| 8.  | Thou Shall Not Fall                                      | Cry Little Sister de Gerard McMann                                                                  | 4:30  |
| 9.  | Ventilation                                              | | 3:50  |
| 10. | Warfare (featuring Joell Ortiz)                          | Somebody's Gonna Off the Man de Barry White featuring Love Unlimited et le Love Unlimited Orchestra | 2:57  |
| 11. | Roll Call                                                | | 4:08  |
| 12. | Secrets (featuring Emanny)                               | | 5:54  |
| 13. | Send Him Our Love                                        | Send Her My Love de Journey                                                                         | 4:15  |
| 14. | Star Inside Me (featuring Suzzy Q)                       | | 3:54  |
| 15. | Still in My Hood                                         | | 4:40  |
| 16. | 4 Walls                                                  | Four Walls d'Eddie Holman                                                                           | 4:42  |